# Viva Chile!
Viva Chile! ist das 13. Album der chilenischen Gruppe Inti-Illimani.

## Entstehung und Verbreitung
Dieses Album ist die erste Platte, die Inti-Illimani nach dem Putsch vom 11. September im italienischen Exil veröffentlichte. Mit dem Exil einher ging ein Wechsel ihres Labels zur italienischen Plattenfirma Dischi dello Zodiaco. Die LP beinhaltet verschiedene bereits in Chile veröffentlichte Lieder, die nun den europäischen Hörern zugänglich gemacht wurden. Insgesamt steht die dargebotene Musik in der bisherigen Tradition der Band und stellt eine Mischung aus politischem Folk und traditioneller andiner Musik da.
In der DDR erschien Viva Chile beim Label Amiga, in der Bundesrepublik Deutschland beim Verlag Pläne in Dortmund.

## Titel

### Seite A
- Fiesta de san Benito – (Folklore)
- Longuita – (Folklore/Instrumental)
- Canción del poder popular – (Julio Rojas/Luis Advis)
- Alturas – (Horacio Salinas/Instrumental)
- La segunda independencia – (Ruben Lena)
- Cueca de la C.U.T. – (Hector Pavez/Folklore)

### Seite B
- Tatati – (Horacio Salinas/Instrumental)
- Venceremos – (Sergio Ortega/Claudio Iturra)
- Ramis – (Folklore)
- "Rin" del Angelito – (Violeta Parra)
- Subida – (Ernesto Cavour)
- Simon Bolivar – (Ruben Lena/Anonym)